# کالر کلایمکس
کالر کلایمکس (انگلیسی: Color Climax) شرکت پورنوگرافی دانمارکی است، که در سال ۱۹۶۷ تأسیس شد.